# Jacob Bidermann
Pour les articles homonymes, voir Bidermann (homonymie).
Jacob Bidermann, né en 1578 à Ehingen, en Bavière (Allemagne), et décédé le 20 août 1639 à Rome, est un prêtre jésuite allemand, poète, dramaturge et professeur de théologie. Il est surtout connu aujourd’hui pour les pièces de théâtre qu'il écrivit pour les représentations théâtrales de ses étudiants.

## Biographie
Élève de Jacobus Pontanus et de Matthäus Rader au collège jésuite d’Augsbourg le jeune Jacob est déjà reconnu comme étant talentueux. Il entre au noviciat jésuite de Landsberg le 23 février 1594. Après les années de noviciat et ses études de philosophie (1597 à 1600) à Ingolstadt il revient à Augsbourg où il enseigne de 1600 à 1602. Il y écrit une biographie d’Ignace de Loyola, ainsi que le roman satirique, Utopia, et le poème épique latin, Herodias. Et surtout, c’est déjà en 1602 qu’il compose la pièce de théâtre Cenodoxus qu’il fait représenter par ses étudiants d’Augsbourg, membres de la congrégation mariale. Elle restera la plus célèbre de ses œuvres.
De 1603 à 1606, Bidermann se trouve à Ingolstadt pour les études de théologie préparatoire au sacerdoce. Il est ordonné prêtre le 20 mai 1606 à Ingolstadt. Nommé professeur de rhétorique au collège des Jésuites de Munich, il entre dans une nouvelle phase de sa carrière comme dramaturge. Pour le théâtre scolaire il écrit des drames historiques: Belisarius (1607), une pièce politique baroque sur la chute du général victorieux de Justinien, et Josephus, Aegypti prorex (1615), sur la montée de Joseph, dans lequel le thème biblique est un miroir de la situation politique contemporaine.
Professeur de théologie à Dillingen de 1615 à 1623 il continue néanmoins à composer des œuvres littéraires y compris des épigrammes. Bien qu’il n’ait pas tellement la faveur du public Bidermann atteint son apogée créatrice avec sa tragi-comédie dialectique Philemon martyr et une allégorie humoristique Cosmarchia. Ses drames plus tardifs mettent en scène des moines ermites, représentant l’idéal ascétique de la fuite du monde : Josaphat, Macarius.
De 1626 jusqu’à sa mort, il se trouve à Rome en tant que professeur de théologie et censeur de livres. Ce n’est qu’après sa mort que son Ludi theatrales sacri fut publié. Le père Jacob Bidermann meurt à Rome le 20 aout 1639.
Ses réalisations littéraires les plus remarquables sont ses pièces de théâtre, mettant en scène le thème religieux central - expérience fondamentale de la culture du baroque – opposant l’apparence terrestre à la  réalité éternelle. Bidermann est l’un des plus éminents représentants du théâtre scolaire jésuite.

## Œuvres
Sa pièce la plus remarquable est Cenodoxus, une pièce en latin sur le thème du 'pacte avec le diable' rendu populaire par le Docteur Faust. Elle est inspirée par la légende de saint Bruno de Cologne. Jouée une première fois en 1602, le drame était encore mis en scène en 1940  et imprimée en 1974. Les pièces de Bidermann furent rassemblées et imprimées en  1666 sous le titre Ludi theatrales, toujours en latin, quelque 27 ans après sa mort.

### Théâtre
- Cenodoxus (première en 1602, au collège jésuite d'Augsbourg)
- De Belisario Duce Christiano (1607)
- Philemon Martyr

### Théologie
Les œuvres théologiques de Jacob Bidermann sont tombées dans l'oubli :
- Theses Theologicae (1620)
- Sponsalia (1621)
- Poenitentiae Sacramentum (1621)
- Matrimonia Impedimenta (1621)
- Censurae (1622)
- Irregularitas (1622)
- Suffragia (1623)
- Jesu Christi Status Triplex, Mortalis, Immortalis, Sacramentalis (1623)
- Conscientia (1624)
- Prolusiones Theologicae quibus Pontificis Rom. dignitatis adversus haeresim propugnata est (1624)
- Eleemosyna (1625)
- Gratia (1625)
- Agnosticon libri tres pro miraculis (1626)

### Autre
- Corollaria tria ex principio logico ductu (1617)
- Epigrammatum libri tres (1620)
- Heroidas (1622) (épopée)
- Heroum et Heroidum Epistulae (1633)
- Utopia (1644) (roman)